# انتقام إباحي
انتقام إباحي أو الثأر الإباحي (بالإنجليزية : Revenge porn) هو جريمة تقتضي مشاركة محتوى إباحي صريح بشكل عام على الإنترنت دون موافقة الشخص الظاهر على المحتوى نشر محتوى إباحي صريح بهدف «الانتقام». وقد يتضمن ذلك نشر صور أو مقاطع فيديو إباحية بموافقة صريحة من الشريك أثناء العلاقة الحميمة أو دون علمه. ويستخدم الجناة هذه المواد لابتزاز الأشخاص سواء للقيام بأفعال جنسية مرة أخرى أو لإكراههم على الاستمرار في العلاقة أو لمعاقبتهم على إنهاء العلاقة أو لإسكاتهم أو إحراجهم أو فقط من قبل قراصنة رغبة في المال.
في أعقاب الدعاوى المدنية والأعداد المتزايدة من الحوادث المبلغ عنها، تم إصدار تشريعات في عدد من البلدان والسلطات القضائية لحظر هذه الممارسات على الرغم من اختلاف النهج المتبع. تم وصف هذه الممارسة أيضًا على أنها شكل من أشكال الإيذاء النفسي والعنف المنزلي، فضلاً عن شكل من أشكال الاعتداء الجنسي.

## التشريعات حسب البلد

### المغرب
تدخل جريمة الانتقام الإباحي في المغرب ضمن بند انتهاك الحياة الخاصة للأفراد والتي يعاقب عليها بموجب منطوق الفصل 1-447 من التشريع الجنائي المغربي بعقوبة حبسية تتراوح «من ستة أشهر إلى ثلاث سنوات وغرامة من 2.000 إلى 20.000 درهم كل من قام عمدا، وبأي وسيلة بما في ذلك الأنظمة المعلوماتية، بالتقاط  أو تسجيل أو بث أو توزيع أقوال أو معلومات صادرة بشكل خاص أو سري، دون موافقة أصحابها، كما يعاقب بنفس العقوبة، من قام عمدا وبأي وسيلة، بتثبيت أو تسجيل أو بث أو توزيع أو بث أو توزيع صورة شخص أثناء تواجده في مكان خاص، دون موافقته».

### جنوب افريقيا
بموجب قانون الأفلام والمنشورات المعدل لعام 2019 في جنوب أفريقيا، يعد مشاركة الصور أو الأفلام الإباحية الخاصة بدون موافقة أصحابها بهدف إيذاءهم جريمة يعاقب عليها بغرامة تصل إلى 150 ألف راند (و / أو) السجن لمدة تصل إلى عامين ؛ أو ضعف العقوبة في حالة ما إذا كان يمكن التعرف على الضحية في الصور أو المحتوى الإباحي.

### الفلبين
منذ عام 2009، تجرم الفلبين نسخ أو إنتاج أو مشاركة أو عرض صور أو مقاطع فيديو إباحية صريحة على الإنترنت دون موافقة كتابية من الشخص الظاهر فيها.

### اليابان
في نوفمبر 2014، أقرت اليابان مشروع قانون يجرّم «نشر الصور الجنسية الخاصة بشخص آخر» دون موافقته.

### كوريا الجنوبية
في كوريا الجنوبية، يعاقب على مشاركة المواد الإباحية بهدف الانتقام بعقوبة سجنية تصل إلى ثلاث سنوات أو بغرامة تصل إلى 5 ملايين وون جنوب كوري. أما في حالة ما إذا تم تصوير المحتوى بطريقة غير قانونية، فقد تصل العقوبة إلى السجن عشر سنوات أو غرامة تصل إلى 10 ملايين وون (أي 8900 دولار ؛ 6900 جنيه إسترليني).
لوبرغم ذلك يعتبر استخدام الكاميرات الخفية للتصوير الغير المشروع للأشخاص والمعروفة باسم "مولكا"، فعلا واسع الانتشار في كوريا الجنوبية. إذ سجلت الشرطة في عام 2018، أن أكثر من 6000 بلاغا لكاميرات تجسسية يسجل كل سنة، في المقابل لا تتعدى نسبة الحالات التي خضعت للعقوبة ٪2 فقط.
كان موقع Sora.net متخصصا في نشر المقاطع الإباحية التجسسية حتى تم حظره في عام 2016 بعد حملة احتجاجات ضده، بعد انتحار عدد من الضحايا.
في مايو 2018، تظاهر ما مجموعه 10000 امرأة في العاصمة سول مطالبين بزيادة الإجراءات الرسمية لمكافحة جرائم الجنس الرقمية. في أكتوبر 2018، دعت عريضة تضمنت أكثر من 200000 توقيع إلى زيادة العقوبة على حيازة المحتوى الخاص بهدف الثأر الإباحي، بغض النظر عما إذا كان قد تم نشرها أم لا.

### أوروبا
لدى العديد من الدول الأوروبية قوانين خصوصية واسعة قد تنطبق على الجريمة.
تجرم فرنسا الانتهاك المتعمد للخصوصية الحميمة للأفراد والمتمثلة في «نقل صورة شخص داخل مكان خاص، دون موافقته». في المقابل أصدرت المحكمة العليا الألمانية حكمًا في مايو 2014 يقضي بحذف الصور الحميمة للشركاء إذا طلب الشريك ذلك.